# Parachironomus robustus
Parachironomus robustus är en tvåvingeart som först beskrevs av Analia C.Paggi 1979.  Parachironomus robustus ingår i släktet Parachironomus och familjen fjädermyggor. Inga underarter finns listade i Catalogue of Life.